# مایرن فور
مایرن دبلیو. فور (انگلیسی: Myron W. Fohr؛ زادهٔ ۱۷ ژوئن ۱۹۱۲ در میلواکی، ویسکانسین، درگذشتهٔ ۱۴ ژانویهٔ ۱۹۹۴ در میلواکی، ویسکانسین) رانندهٔ مسابقات اتومبیل‌رانی فرمول یک اهل ایالات متحده آمریکا بود که در فصل ۱۹۵۰ در مجموع در یک گراند پری شرکت کرد، اما موفق به کسب هیچ امتیازی نشد.
فور در ۱۴ ژانویهٔ ۱۹۹۴ در میلواکی، ویسکانسین درگذشت.